# فيجيكوسلاف شكرينار
فيجيكوسلاف شكرينار (2 يونيو 1969 في سلافونسكي برود في كرواتيا – )؛ هو لاعب كرة قدم سابق كان يلعب كلاعب وسط.

## وصلات خارجية
- فيجيكوسلاف شكرينار على موقع رابطة كرة القدم اليابانية للمحترفين (اليابانية)
- فيجيكوسلاف شكرينار على موقع قاعدة بيانات كرة القدم.إي يو (الإنجليزية)
- فيجيكوسلاف شكرينار على موقع بيانات كرة القدم. دي إي (الألمانية)
- فيجيكوسلاف شكرينار على موقع عالم كرة القدم.نت (الإنجليزية)